# Elzbieta Towarnicka
Elzbieta Towarnicka (Elżbieta Towarnicka) é uma cantora soprano. Ela nasceu em 1955 na Cidade de Wroclaw, Polónia.

## História
Começou a atuar na companhia de Ópera da cidade de Cracóvia, enquanto ainda era estudante na Academia de Música. Executou várias obras de música clássica, como La Bohème, La Traviata, Les Pêcheurs de perles, la Tosca, Orphée et Eurydice e Didon et Enée.
Ela também participou de vários festivais de música clássica na Polónia (Automne de Varsovie, por exemplo) e cantou na maioria dos países europeus, mas também nos Estados Unidos, Argentina e Canadá. Ela recebeu um prêmio especial no Concurso Adam Vocal Didur.
Por último, é conhecida por ter trabalhado com Zbigniew Preisner, incluindo a trilha sonora da trilogia Três Cores: Azul, Branco e Vermelho e do filme La double vie de Véronique. Ela também canta a música-tema do filme Avalon.

## Discografia
Nieszpory ludźmierskie

Współcześni kompozytorzy krakowa

Ave Maria

Avalon

La double vie de Véronique

Requiem dla mojego przyjaciela

Preisner`s music

Amat vita

Dekalog

Three colours – bleu

Three colours – rouge

Messa di gloria

Preisner / kieslowski

Krzanowski

Nieszpory

Dusza na ramieniu

Ludwig van beethoven - v symfonia c-moll, msza c-dur

Przez tę ziemię przeszedł pan

Ludwig van beethoven - ix symfonia

Przez tę ziemię przeszedł pan

Olivier olivier

Messa di gloria

Weiser

Te deum

Pokój saren

Quartet in 4 movements

Carmina burana

Kilar 

Młodzi – kompozytorowi w 70 rocznicę urodzin

Carmina burana

Carl orff

Henryk mikołaj 

Gorecki – pieśń rodzin katyńskich
	
Jan a. P. Kaczmarek

Jan kanty pawluśkiewicz

Harfy papuszy

Wolfgang amadeus mozart 

Radość miłosierdzia

Max bruch

Schumann* / mendelsohn** 

Krakowska muzyka xx wieku w bazylice mariackiej

## Filmografia
2006 – Wielkie Kazanie Księdza Bernarda (TV) /reż. K. Jasiński, muz. J. 

2004 – Ono /reż. M. Szumowska, wykorzystano kompozycję J.S. Bacha/

2000 – WEISER /reż. W. Marczewski, muz. Z. Preisner/

2000 – Kisvilma. az utolso naplo /reż. M. Maszaros, muz. J. K. Pawluśkiewicz/ 

2000 – Avalon /rez. M. Oshii, muz. K. Kawai/

1997 – Pokój Saren /reż. L. Majewski, muz. L. Majewski i J. Skrzek/ 

1996 – Ulica Sezamkowa (TV) /reż. J. J. G. Cooney i J. Henson

1995 – De Aegypto /reż. J. Ptaszyńska, muz. Z. Preisner/

1995 – People's Century (TV) /reż. Angus macqueen/

1994 – Trois couleurs. rouge /reż. K. Kieślowski, muz. Z. Preisner/

1994 – Quartet In 4 Movements /reż. L. Rikaki, muz. Z. Preisner/

1993 – Kolęda Wigilijna (TV) /reż. R. Gliński/

1993 – Trois couleurs. bleu /reż. K. Kieślowski, muz. Z. Preisner/

1993 – Koloss /reż. W. Leszczyński, muz. A. Nowak i K. Dębski/

1991 – A Dupla Vida de Véronique/reż. K. Kieślowski, muz. Z. Preisner/

1991 – Olivier, Olivier /reż. A. Holland, muz. Z. Preisner/

1990 – Eminent Domain /reż. J. Irwing, muz. Z. Preisner/

1988 – Dekalog, Dziewięć w DEKALOG /reż. K. Kieślowski, muz. Z. Preisner/

1983 – Kartka Z Podróży /reż. W. Dziki, muz. Z. Konieczny/

A Ilha do Dr. Moreau/reż. J. Frankenheimer/

1988 – Dekalog, Pięć w Dekalog /reż. K. Kieślowski/